# Lappkärrsberget

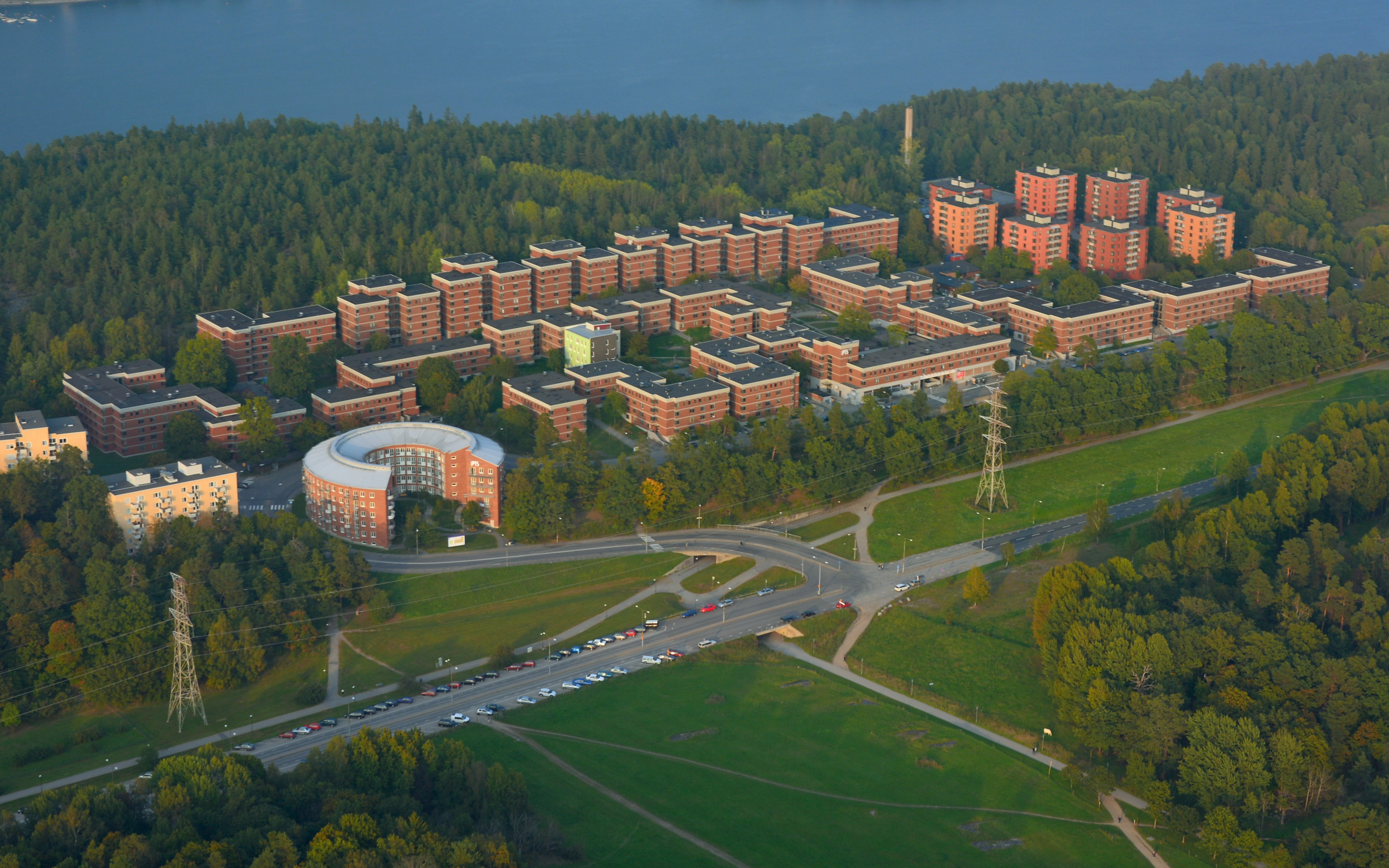
Lappkärrsberget sett från helikopter.

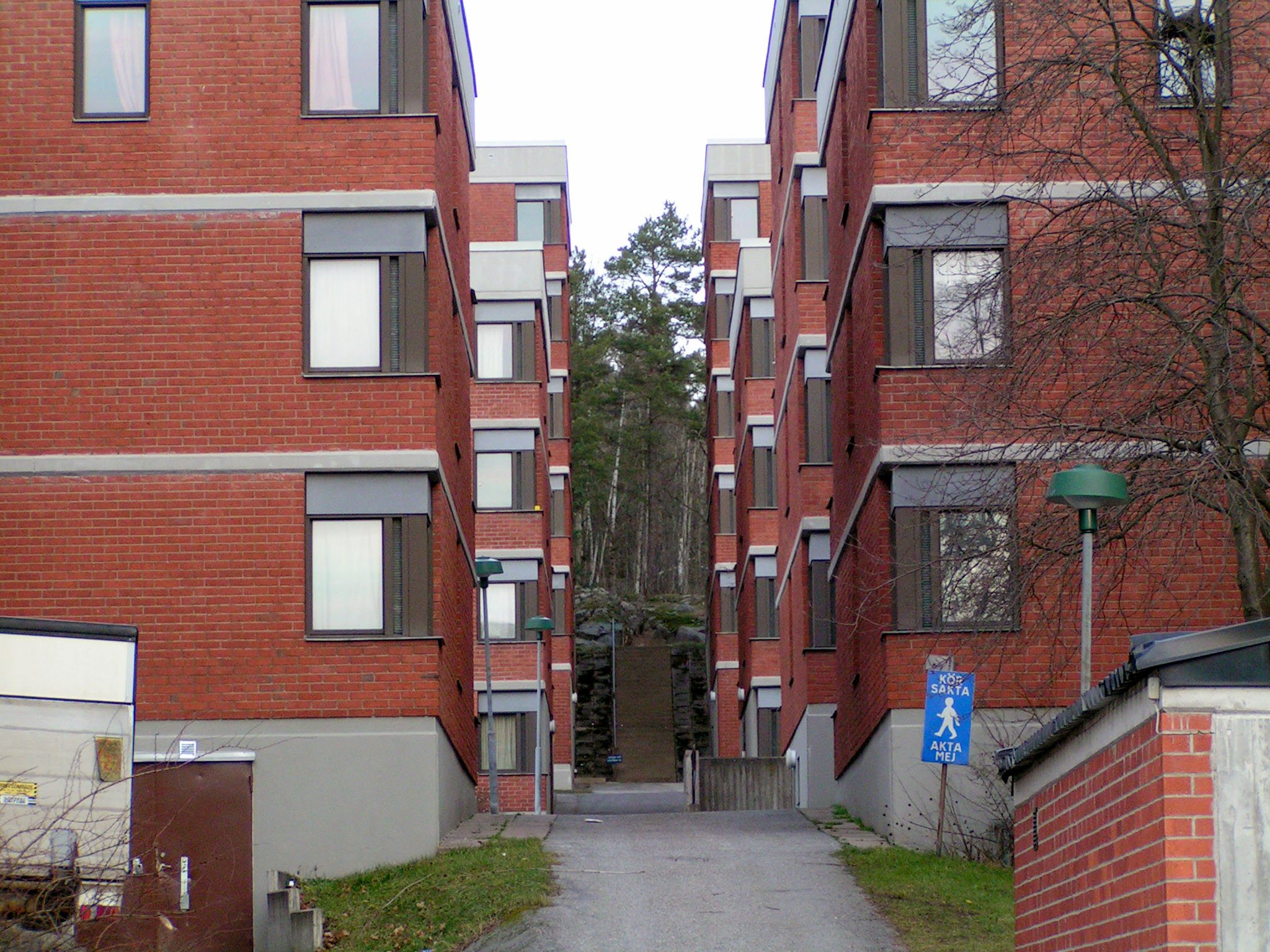
Lappkärrsberget

Lappkärrsberget, (egentligen Stora Lappkärrsberget, även Lappis), är ett bostadsområde i Frescati, Stockholm beläget inom Nationalstadsparken. Det är med sina mer än 3 000 studentbostäder, ägda av SSSB, Stockholms största studentbostadsområde, och byggdes under åren 1968–1970.
Studentbostäderna på Lappkärrsberget ligger på vägarna Professorsslingan, Amanuensvägen och Forskarbacken. En bit bort, på Docentbacken finns enbart bostadsrätter. På Lappkärrsberget finns det ett torg med en ICA-närbutik, en pizzeria, en sushirestaurang och ett SSSB-kontor. På Lappkärrsberget finns det även två förskolor belägna vid familjebostäderna. För att komma till Lappkärrsberget kan man åka SL:s buss 50, eller gå (en knapp kilometer) från tunnelbanestationen Universitetet, belägen nära Stockholms universitets campus.
Lappkärrsbergets bostadsförmedling heter Stiftelsen Stockholms Studentbostäder (SSSB).
På Lappkärrsberget finns sedan en tid en sorts tradition som benämns Ångestskriket, alternativt Lappisskriket, (jämför Flogstavrålet) som sker på tisdagar klockan 22.

## Arkitektur
Det utlystes en arkitekttävling 1960 om stadsplan och studentbostäder vid Lappkärrsberget som vanns av Michael Granit. Förslaget godtogs dock inte av SSSB och istället fick arkitekterna Hans Borgström och Bengt Lindroos uppdraget att projektera området 1962. Husen är byggda i etapper: första etappen, som började byggas hösten 1966, uppfördes bland annat de åtta familjebostadshusen hade projekterats med tegelfasader men omprojekterades på inrådan av byggledaren till putsad lättbetong. Andra etappen hade också projekterats till tegelfasader, men för att anpassa byggnaderna till industriell produktion vilket vid denna tidpunkt gav fördelaktiga lånevillkor genomfördes en omprojektering till betongelement. Enkelrumshusens stomme är utförd med platsgjuten betong och fasaden är uppbyggd som en utfackningsvägg med träreglar.  Det cirkelformade huset Fysikern byggdes 2000 med ytterligare studentbostäder. Under 2016 genomfördes ett parallellt uppdrag av SSSB för ytterligare nya studentbostäder i området. Det blev delad vinst mellan Arkitema och Fidjeland arkitekter. Arkitemas vidare uppdrag blev fyra punkthus och för Fidjeland ett lamellhus. Byggnaderna utförs i platsmurat tegel och tillför en ny årsring till området. De första lägenheterna färdigställdes 2020.
Lappkärrsbergets studentbostadsområde är representativt för 1960-talets lamellhus, med tjock bredd och platta tak. Nytt för tiden var den här tydliga utgångspunkten i en grundform som genom olika kombinationer skapar ett omväxlande mönster.